# Sambord
Sambordet är träbåtens eller träfartygets första bordgång, alltså närmast kölen. Brukligt är att sambordet är bredare samt även tjockare än övriga bordgångar. Samordet är fäst i kölen och stävarna. Ofta huggs ett urtag, så kallad spunning, ut i köl och stävar, som bordet vilar i, men bordet kan också snedkapas och fästas mot köl och stävar utan spunning.